# Яната Олександр Алоїзович

Олекса́ндр Алоїзович Яна́та  (* 28 травня 1888, Миколаїв — † 1938, Колима) — український агроном і ботанік чеського походження. Дійсний член АН УРСР і НТШ. Чоловік Наталії Осадчої-Янати.

## Біографія
Яната Олександр Алоїзович народився в Миколаєві у сім'ї садівника. Його батько був чехом за національністю, а мати походила з російських німців, сам О. Яната в офіційних документах визначав національність як "українець (з чехів)".
По закінченні Київського політехнічного інституту працював агрономом у Криму і Харкові, 1917-го — секретар Українського Військового Комітету Південно-Західного фронту. Також Олександр Яната згадується у 1917 р. як писар (секретар) Мінської Української Громади. У 1919 році відмовився від пропозиції Симона Петлюри зайняти посаду міністра освіти Української Народної Республіки
З 1928 у Києві, викладав в університеті й був секретарем Українського наукового товариства та одним із засновників «Українського ботанічного журналу»; з 1928 року був ученим секретарем Сільськогосподарського наукового комітету України (СГНКУ) та керував його Ботанічною секцією і редагував «Вісник сільськогосподарської науки». Після ліквідації СГНКУ 1928-го — професор сільськогосподарського інституту в Харкові, де організував і очолював Інститут прикладної ботаніки й Інститут рослинництва.
15 березня 1933 року постановою президії Української сільгоспакадемії О. А. Янату за «протягнення» буржуазних теорій у галузі «боротьби з бур'янами» звільнено з роботи в Інституті захисту рослин. Того ж року заарештований і засуджений за "український націоналізм" як член контрреволюційних організацій "Український націоналістичний центр" та "Українська військова організація". Кілька років відбував покарання на Соловках, де в таборі працював агрономом-фітопатологом сільгоспу й намагався проводити наукові дослідження, шукаючи способів ефективної боротьби зі шкідниками рослин.  У травні 1938 року термін його ув'язнення мав закінчитися. 31 липня 1937 р. ЦВК СРСР за клопотанням Особливої наради при НКВС СРСР термін його покарання в ІТЛ було продовжено ще на п'ять років. 29 серпня 1937 року Яната разом із особовою справою був направлений із Соловків до Севвостлагу НКВС.  За даними матеріалів Управління внутрішніх справ Магаданського облвиконкому 3 червня  1938-го О.А. Яната у 50-річному віці помер на засланні на Колимі, відомо, що вчений страждав на туберкульоз, у нього було хворе серце. Похований на цвинтарі селища за 19 км від Тенькинської траси Магаданської області 
Реабілітовано вченого 10 червня 1964 року, завдяки клопотанню «Української радянської енциклопедії».

## Природоохоронна діяльність
Під час навчання на агрономічному факультеті політехнічного інституту він створив у 1909 році студентський гурток природознавців та Миколаївське товариство любителів природи, Один з ініціаторів заснування Комісії з охорони пам'яток природи та старовини при Кримському товаристві природознавців та аматорів природи (1913), Українського ботанічного товариства (1919), Всеукраїнської академії сільськогосподарських наук (1931, нині — Національна академія аграрних наук України) .
О. Яната — один з фундаторів заповідної справи в Україні, голова Комісії з охорони природи Сільськогосподарського наукового комітету Наркомату землеробства УРСР, один з авторів декрету, що визначив природоохоронну політику України двадцятих років — «Про охорону пам'яток культури та природи», затвердженого ВУЦІВ та СНК УРСР 16 червня 1926 р. Особливу вчений увагу приділяв захисту заповідника Асканія-Нова, де працював науковим консультантом, є одним з організаторів заповідників Конча-Заспа та Канівського. Його зусиллями вдалося врятувати від розорювання Хомутівський степ. У 1925 році ним підготовлено разом з комісією президента ВУАН академіка В. І. Липського, науково обґрунтовані рекомендації щодо покращення заповідної справи в Асканії. 

## Ботанічна номенклатура
Ще перед першою світовою війною О. Яната під час ботанічних досліджень принагідно збирав народні назви рослин. Народні назви Яната записував зі слів селян довколишніх сіл біля Миколаєва. Згодом він став ініціатором широкого розгортання термінологічної роботи Українським науковим товариством, підтримував діяльність не лише в ботаніці, але й в інших галузях. У 1918 році О. Яната очолив ботанічну підкомісію при Товаристві, а в 1921—1925 роках був головою ботанічної секції ІУНМ, котра працювала над укладанням Словника ботанічної номенклатури. У словнику кожному видові здебільшого відповідає кілька (іноді до сотні) народних назв-синонімів. Для майже двох тисяч видів рослин і грибів наведено близько 8 тисяч їхніх українських назв. Фаховий рівень словника був дуже високий. Українська ботанічна номенклатура, що її використовують тепер (йдеться про позитивні аспекти), ґрунтується переважно на доробку укладачів цього словника.

Після видання Словника ботанічної номенклатури настав період планового нищення термінологічних здобутків ІУНМ, розпочатий офіційною кампанією деукраїнізації всіх ланок науки й освіти, що широко розгорнулась у 1930-х роках. Інститут було ліквідовано, а укладачів ботанічної номенклатури О. Янату та О. Курило — репресовано.

## Праці
Праці про рослинність Південної України й Криму, про ботанічну районізацію України, в галузі насінництва й ґрунтознавства, про українську ботанічну термінологію, автор словника ботанічної термінології (1928).
Його працю, написану спільно з дружиною Наталею, «Спис рослин, зібраних добродієм Громегою в Черкаському повіті на Київщині» — термінологічний словник, до якого увійшов перелік 349 різновидів рослин Черкащини, вперше видано в 1912 році в Сімферополі. Також вона виходила друком у Києві — як окремим виданням, так і як публікація у «Збірнику природничо-технічної секції Українського наукового товариства».
Лише частина праць Янати з'явилася друком, зокрема його визначник «Флора України» вийшов щойно після його арешту й не під його прізвищем (як 1 том «Флори УРСР»). Загалом його перу належить близько 500 публікацій. Переважну більшість втрачено. Його найфундаментальніші праці, насамперед з народної ботанічної номенклатури, Наталя Осадча-Яната вивезла до Сполучених Штатів, де й видала.

## Увічнення пам'яті
27 листопада 2015 року комісія Миколаївської міської ради з декомунізації за ініціативи колишнього заступника міського голови Юрія Іцковського запропонувала перейменувати вулицю Куйбишева в Миколаєві на вулицю Олександра Янати.
Розпорядженням миколаївського міського голови № 28 від 19 лютого 2016 року вулиця Куйбишева перейменована на вулицю Олександра Янати.